# Karshomyia curiosa
Karshomyia curiosa är en tvåvingeart som först beskrevs av Gagne 1973.  Karshomyia curiosa ingår i släktet Karshomyia och familjen gallmyggor. Inga underarter finns listade i Catalogue of Life.